# Ron Zimmering
Ron Zimmering (* 1984 in Dresden) ist ein deutscher Schauspieler, Regisseur und Künstlerischer Leiter.

## Leben und Werk
Geboren 1984 in Dresden, studierte Ron Zimmering Schauspiel an der HMT Leipzig. Es folgten vier Jahre Festengagement am Staatstheater Saarbrücken. 2016 schloss er sein Regiestudium an der HfMT Hamburg ab. 2022 absolvierte er die Weiterbildung Musik- & Theatermanagement an der LMU München.
Er inszeniert u. a. am Deutschen Schauspielhaus Hamburg, der Hamburger Staatsoper, der Deutschen Oper am Rhein, der Staatsoper Hannover, am Saarländischen Staatstheater, am Staatstheater Nürnberg, am Theater Heidelberg und am Humboldt Forum.
In seiner Regietätigkeit verbindet er klassische Stoffe mit dokumentarischen und biografischen Elementen. Hier arbeitet er oft interdisziplinär zwischen Schauspiel, Musik, Tanz und Wissenschaft sowie mit nichtprofessionellen Bürgerensembles und Alltagsexperten. In der Inszenierung von Gegenwartsdramatik widmet er sich Uraufführungen und Romanadaptionen.
Neben seiner Regietätigkeit arbeitet Ron Zimmering seit 2012 als Künstlerischer Leiter von Großveranstaltungen, Festivals und Veranstaltungsreihen. Er ist Begründer der Veranstaltungsreihe Brutkasten sowie des gleichnamigen Festivals, initiierte und kuratierte 2014 bis 2016 die Veranstaltungsreihe Salon Kleiner Michel und leitete die Veranstaltungsreihe heimaten 1-10 am Jungen Schauspielhaus Hamburg. Am Deutschen Schauspielhaus leitete die Stadtteiloper Hamburger Menetekel mit über 350 Beteiligten. 2023 leitete er das Festival Juden Juden Juden – eingeladen zum Heidelberger Stückemarkt. 2024 realisierte er am Humboldt Forum Berlin das Theaterspektakel Bau auf! Bau ab! mit 150 Berlinern und Berlinerinnen sowie die Stadtteiloper Rheingold 47051 an der Deutschen Oper am Rhein ausgehend von Wagners Rheingold.
Ron Zimmering arbeitet als Dozent u. a. an der HfMT Hamburg, der Hfs Ernst Busch und Otto Falckenberg München. Er ist Mitbegründer und Vorstandsmitglied des Berufsverbandes „Netzwerkes Regie e.V.“ Er lebt in Hamburg.
Er ist ein Enkel des Schriftstellers Max Zimmering.

## Theater
- 2026 Heulen mit den Wölfen (UA) / Staatstheater Nürnberg
- 2024 Bau Auf! Bau Ab! (UA) / Humboldt Forum Berlin
- 2023 Juden Juden Juden / Lichthof Theater Hamburg
- 2021 Das weiße Dorf von Teresa Dopler / Theater Heidelberg
- 2021 Kriegerinnen (UA) / Theater Osnabrück
- 2020 Mark für nützliches Wissen und Nichtwissen / Kampnagel Hamburg
- 2019 Hamburger Menetekel / Deutsches Schauspielhaus Hamburg
- 2018 Staging Democracy (UA) von Dagrun Hintze / Lichthof Theater Hamburg
- 2018 Durcheinandertal von Friedrich Dürrenmatt / Landestheater Detmold
- 2018 Nähe (UA) von Mario Wurmitzer / Lichthof Theater Hamburg
- 2017 Bandscheibenvorfall von Ingrid Lausund / Theater Osnabrück
- 2017 Terror von Ferdinand von Schirach / Theater Osnabrück
- 2016 Eines langen Tages Reise in die Nacht von Eugene O’Neill / Landestheater Detmold
- 2016 heimaten 1-10 (Veranstaltungsreihe) / Junges Schauspielhaus Hamburg
- 2016 Gilgamesch / Kampnagel
- 2015 Faust – oder Lachen ist besser als Weinen nach Johann Wolfgang von Goethe / St. Pauli Theater Hamburg
- 2015 Der finstere Plan (UA) von Martín Zapata / Theater Osnabrück
- 2015 Kasimir & Karoline – Ein Klassentreffen nach Ödön von Horváth / Sprechwerk Hamburg
- 2014 König Lear – Das verlorene Selbst / Kampnagel
- 2011 Sonnenallee nach Thomas Brussig / Staatstheater Saarbrücken

## Musiktheater
- 2025 Ich.Du.Wir.Beethoven / Kleiner Michel Hamburg
- 2024 Elche.Elfen.Nordlicht. / Elbphilharmonie Hamburg
- 2024 Rheingold 47051 frei nach Richard Wagner / Deutsche Oper am Rhein
- 2024 Winterreise frei nach Franz Schubert / Deutsche Oper am Rhein (Co-Regie)
- 2023 Peter und der Wolf von Markus Reyhani / Hamburger Staatsoper
- 2023 Konferenz der Kinder / Staatsoper Hanover
- 2022 La Luna von Lorenzo Romano / Hamburger Staatsoper
- 2022 Space Journey / Forum Hamburg
- 2021 No other home / Kampnagel Hamburg

## Auszeichnungen und Stipendien
- 2024 Einladung zum Heidelberger Stückemarkt mit der Produktion Juden Juden Juden
- 2022 Inszenierung Gewinnerstück des Heidelberger Stückemarktes
- 2018 Barbara Kisseler Theaterpreis für die Produktion Staging Democracy
- 2017 / 2018 Stipendium der Claussen-Simon-Stiftung
- 2012 Stipendium des Deutschen Akademischen Austauschdienstes